# Nuoto ai campionati europei di nuoto 2024 - 200 metri dorso maschili
La gara degli 200 metri dorso maschili dei campionati europei di nuoto 2024 si è svolta il 18 e il 19 giugno 2024 presso il Centro Sportivo Milan Gale Muškatirović di Belgrado.

## Podio
| Pos.    | Atleta               | Nazione  |
| ------- | -------------------- | -------- |
| Oro     | Oleksandr Zheltyakov | Ucraina  |
| Argento | Apostolos Siskos     | Grecia   |
| Bronzo  | Roman Mityukov       | Svizzera |

## Record
Prima della manifestazione il record del mondo (RM) e il record dei campionati (RC) erano i seguenti.
|  | 1'51"92 | Aaron Peirsol | 31 luglio 2009 Roma   |
|  | 1'53"23 | Evgenij Rylov | 8 aprile 2021 Kazan'  |
|  | 1'53"36 | Evgenij Rylov | 8 agosto 2018 Glasgow |

Durante la competizione non sono stati migliorati record.

## Programma
| Data           | Ora   | Turno      |
| -------------- | ----- | ---------- |
| 18 giugno 2024 | 10:12 | Batterie   |
| 18 giugno 2024 | 19:19 | Semifinali |
| 19 giugno 2024 | 18:40 | Finale     |

## Risultati

### Batterie
| Pos. | Batteria | Corsia | Atleta                 | Nazionalità          | Tempo   | Note |
| ---- | -------- | ------ | ---------------------- | -------------------- | ------- | ---- |
| 1    | 3        | 4      | Roman Mityukov         | Svizzera             | 1'57"19 | Q    |
| 2    | 1        | 6      | David Gerchik          | Israele              | 1'57"48 | Q    |
| 3    | 1        | 4      | Oleksandr Zheltyakov   | Ucraina              | 1'58"39 | Q    |
| 4    | 2        | 5      | Ksawery Masiuk         | Polonia              | 1'58"47 | Q    |
| 5    | 1        | 5      | Apostolos Siskos       | Grecia               | 1'58"50 | Q    |
| 6    | 3        | 5      | Benedek Kovács         | Ungheria             | 1'58"79 | Q    |
| 7    | 2        | 4      | Ádám Telegdy           | Ungheria             | 1'58"80 | Q    |
| 8    | 3        | 3      | John Shortt            | Irlanda              | 1'59"15 | Q    |
| 9    | 3        | 6      | Inbar Danziger         | Israele              | 1'59"84 | Q    |
| 10   | 2        | 3      | Cornelius Jahn         | Germania             | 2'00"02 | Q    |
| 11   | 2        | 2      | Primož Šenica Pavletič | Slovenia             | 2'00"35 | Q    |
| 12   | 3        | 2      | Kaloyan Levterov       | Bulgaria             | 2'00"48 | Q    |
| 13   | 2        | 7      | Jack Skerry            | Gran Bretagna        | 2'00"68 | Q    |
| 14   | 2        | 6      | Radosław Kawęcki       | Polonia              | 2'00"71 | Q    |
| 15   | 3        | 7      | Flavio Bucca           | Svizzera             | 2'01"38 | Q    |
| 16   | 1        | 3      | Christian Diener       | Germania             | 2'01"63 | Q    |
| 17   | 1        | 7      | Anže Ferš Eržen        | Slovenia             | 2'01"76 |      |
| 18   | 1        | 2      | Matthew Ward           | Gran Bretagna        | 2'01"81 |      |
| 19   | 1        | 1      | Max Halbeisen          | Austria              | 2'02"07 |      |
| 20   | 2        | 1      | Oleksii Hrabarov       | Ucraina              | 2'02"33 |      |
| 21   | 3        | 8      | Juraj Barcot           | Croazia              | 2'04"59 |      |
| 22   | 1        | 8      | Jaka Pusnik            | Slovenia             | 2'05"79 |      |
| 23   | 3        | 1      | Adam Maraana           | Israele              | 2'07"03 |      |
| 24   | 2        | 8      | Mackey Nurkic Kacapor  | Bosnia ed Erzegovina | 2'07"77 |      |

### Semifinali
| Pos. | Batteria | Corsia | Atleta                 | Nazionalità   | Tempo   | Note |
| ---- | -------- | ------ | ---------------------- | ------------- | ------- | ---- |
| 1    | 2        | 3      | Apostolos Siskos       | Grecia        | 1'56"54 | Q    |
| 2    | 2        | 5      | Oleksandr Zheltyakov   | Ucraina       | 1'56"90 | Q    |
| 3    | 2        | 4      | Roman Mityukov         | Svizzera      | 1'57"00 | Q    |
| 4    | 2        | 6      | Ádám Telegdy           | Ungheria      | 1'57"12 | Q    |
| 5    | 1        | 5      | Ksawery Masiuk         | Polonia       | 1'57"62 | Q    |
| 6    | 1        | 3      | Benedek Kovács         | Ungheria      | 1'57"99 | Q    |
| 7    | 1        | 4      | David Gerchik          | Israele       | 1'58"38 | Q    |
| 8    | 1        | 6      | John Shortt            | Irlanda       | 1'58"89 | Q    |
| 9    | 1        | 7      | Kaloyan Levterov       | Bulgaria      | 1'59"40 |      |
| 10   | 1        | 2      | Cornelius Jahn         | Germania      | 1'59"54 |      |
| 11   | 2        | 2      | Inbar Danziger         | Israele       | 1'59"72 |      |
| 12   | 2        | 7      | Primož Šenica Pavletič | Slovenia      | 2'00"29 |      |
| 13   | 2        | 1      | Jack Skerry            | Gran Bretagna | 2'00"41 |      |
| 14   | 2        | 8      | Flavio Bucca           | Svizzera      | 2'01"07 |      |
| 15   | 1        | 1      | Radosław Kawęcki       | Polonia       | 2'01"80 |      |
| 16   | 1        | 8      | Christian Diener       | Germania      | 2'02"54 |      |

### Finale
| Pos.    | Corsia | Atleta               | Nazionalità | Tempo   | Note |
| ------- | ------ | -------------------- | ----------- | ------- | ---- |
| Oro     | 5      | Oleksandr Zheltyakov | Ucraina     | 1'55"39 |      |
| Argento | 4      | Apostolos Siskos     | Grecia      | 1'55"42 |      |
| Bronzo  | 3      | Roman Mityukov       | Svizzera    | 1'55"75 |      |
| 4       | 7      | Benedek Kovács       | Ungheria    | 1'56"13 |      |
| 5       | 2      | Ksawery Masiuk       | Polonia     | 1'57"50 |      |
| 6       | 1      | David Gerchik        | Israele     | 1'57"53 |      |
| 7       | 8      | John Shortt          | Irlanda     | 1'58"48 |      |
| 8       | 6      | Ádám Telegdy         | Ungheria    | 2'01"30 |      |